# Oberstaufen Cup 2007
L'Oberstaufen Cup 2007 è stato un torneo di tennis facente parte della categoria ATP Challenger Series nell'ambito dell'ATP Challenger Series 2007. Il torneo si è giocato a Oberstaufen in Germania dal 9 al 15 luglio 2007 su campi in terra rossa.

## Vincitori

### Singolare
Gabriel Trujillo Soler ha battuto in finale  Philipp Petzschner con il punteggio di 6–4, 6–4

### Doppio
Filip Polášek /  Igor Zelenay hanno battuto in finale  Peter Gojowczyk /  Marc Sieber con il punteggio di 7–5, 7–5